# Valse écossaise
Nach einer Anekdote soll der Valse écossaise Anfang der 1960er-Jahre von dem schottischen Tanzlehrer Andrew Hunter in einem Tanzkurs in Lorient gezeigt worden sein. Danach fand dieser Tanz Einzug in das aktuelle Repertoire des bretonischen Fest-noz.

## Ausgangsposition
Der Valse écossaise wird paarweise getanzt. Üblicherweise hat die führende Person den linken Arm ausgestreckt und die folgende Person legt die rechte Hand locker in die linke Hand der führenden Person.
Bei der Variante mit Partnerwechsel stehen die Paare in einem großen Kreis, wobei die führenden Personen zur Kreismitte stehen und aus dem Kreis herausschauen.

## Grundschritt
Die Schritte werden aus Sicht der führenden Person beschrieben. Die folgende Person bewegt sich spiegelbildlich dazu:
- Drei Nachstellschritte nach links; der linke Fuß wird dreimal nach links bewegt und der rechte Fuß anschließend herangeholt.
- Markierung, indem die Körper nach oben bewegt werden: Die Fersen werden hochgenommen.
- 1,5 Nachstellschritte nach rechts: Der rechte Fuß wird zweimal nach rechts gesetzt und der linke Fuß herangeholt.
- Beim zweiten Schritt nach rechts wird der linke Fuß nicht herangeholt, sondern direkt nach hinten gesetzt.
- Weiterer Schritt mit rechts nach hinten.
- Zwei Schritte (mit links beginnend) nach vorne.
- Damendrehung im Uhrzeigersinn in zwei Walzerschritten
- 4x Walzer

## Variante mit Partnerwechsel
Die Paare stehen so in einem großen Kreis, dass die führenden Personen innen stehen und nach außen schauen.
Die Schritte sind fast identisch zu oben: Bei der Damendrehung wird allerdings die folgende Person eine Position weiter nach links (gegen den Uhrzeigersinn im großen Kreis) gereicht. Von rechts kommt die neue Partnerin, mit der wieder 4 Walzer getanzt werden.